# یاکوپو باسانو
یاکوپو باسانو (به ایتالیایی: Jacopo Bassano) ،(زاده حدود ۱۵۱۰ –درگذشته ۱۴ فوریه ۱۵۹۲)، نقاش ایتالیایی بود که در باسانو دل گراپا نزدیک ونیز به دنیا آمد و درگذشت. نامش از آن مکان گرفته شده‌است. در کارگاه پدرش،فرانچسکوی بزرگ ،تربیت شد و شاید در تماس با فروشگاه Bonifazio Veronese در ونیز، بیشتر نقاشی‌های مذهبی شامل: منظره‌ و در ژانر منظره را نقاشی کرد. تصاویر یاکوپو و چهار پسرش که همگی دنباله‌رو او بودند،به دلیل نمایش حیوانات و صحنه‌های شبانه در ونیز بسیار محبوب بودند.باسانو به عنوان اولین نقاش نقاشی منظره مدرن در نظر گرفته می‌شود.

## نگارخانه

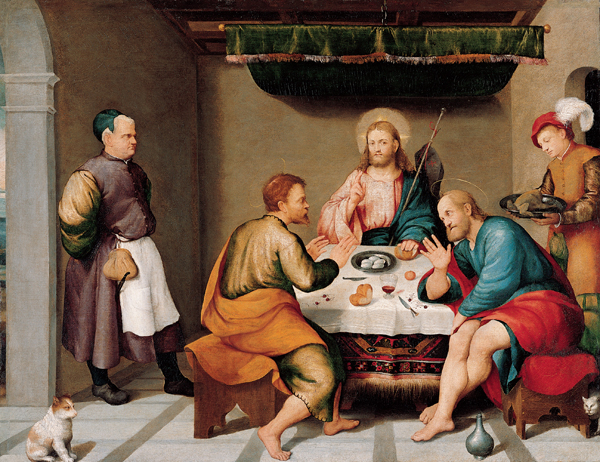
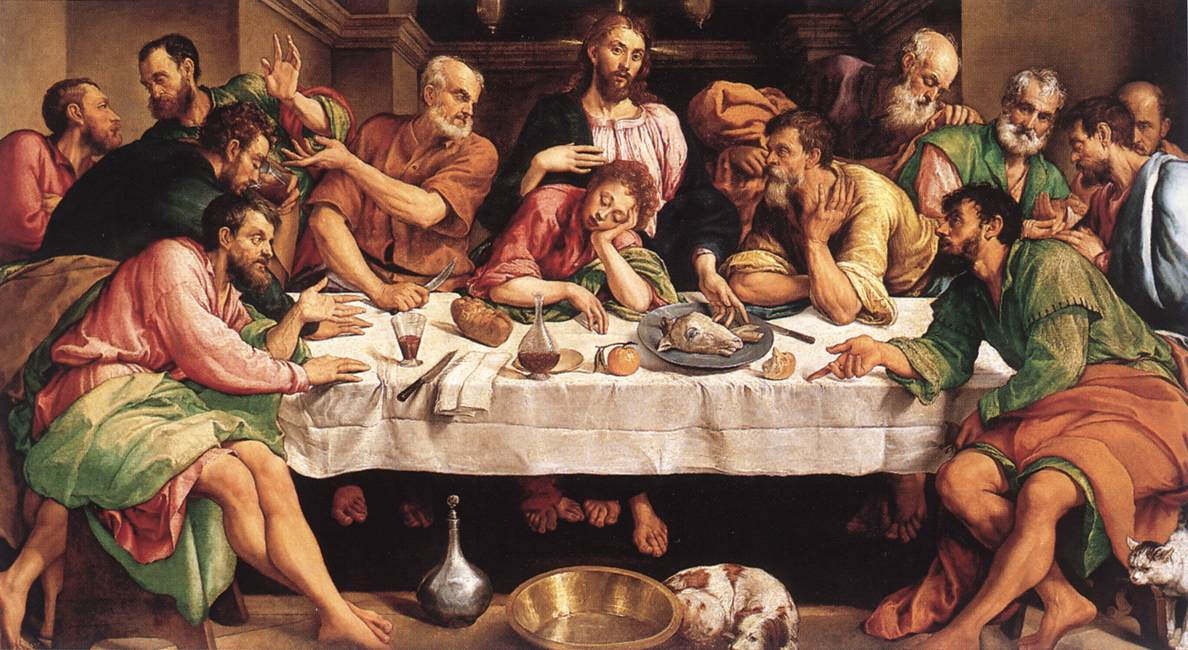
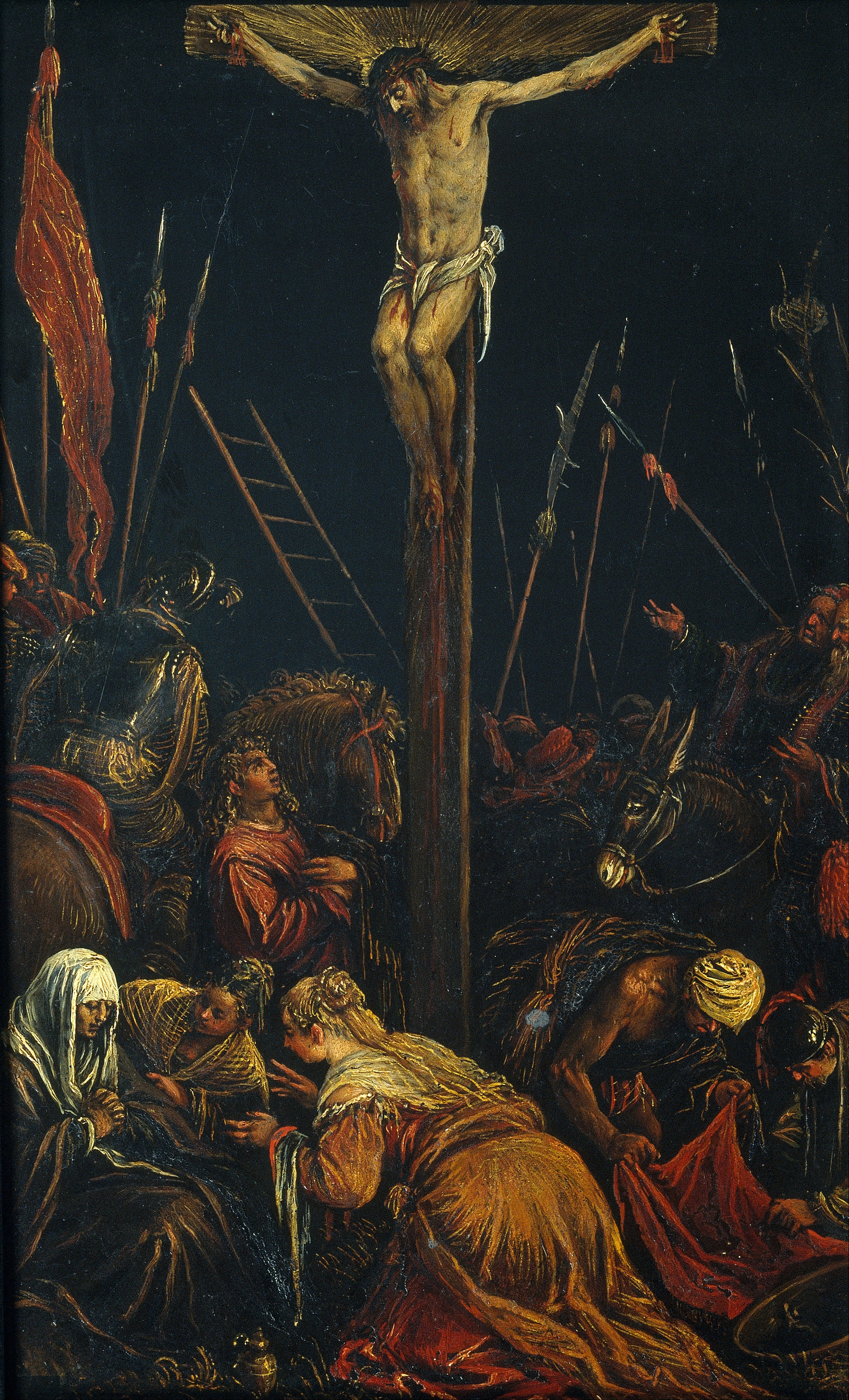
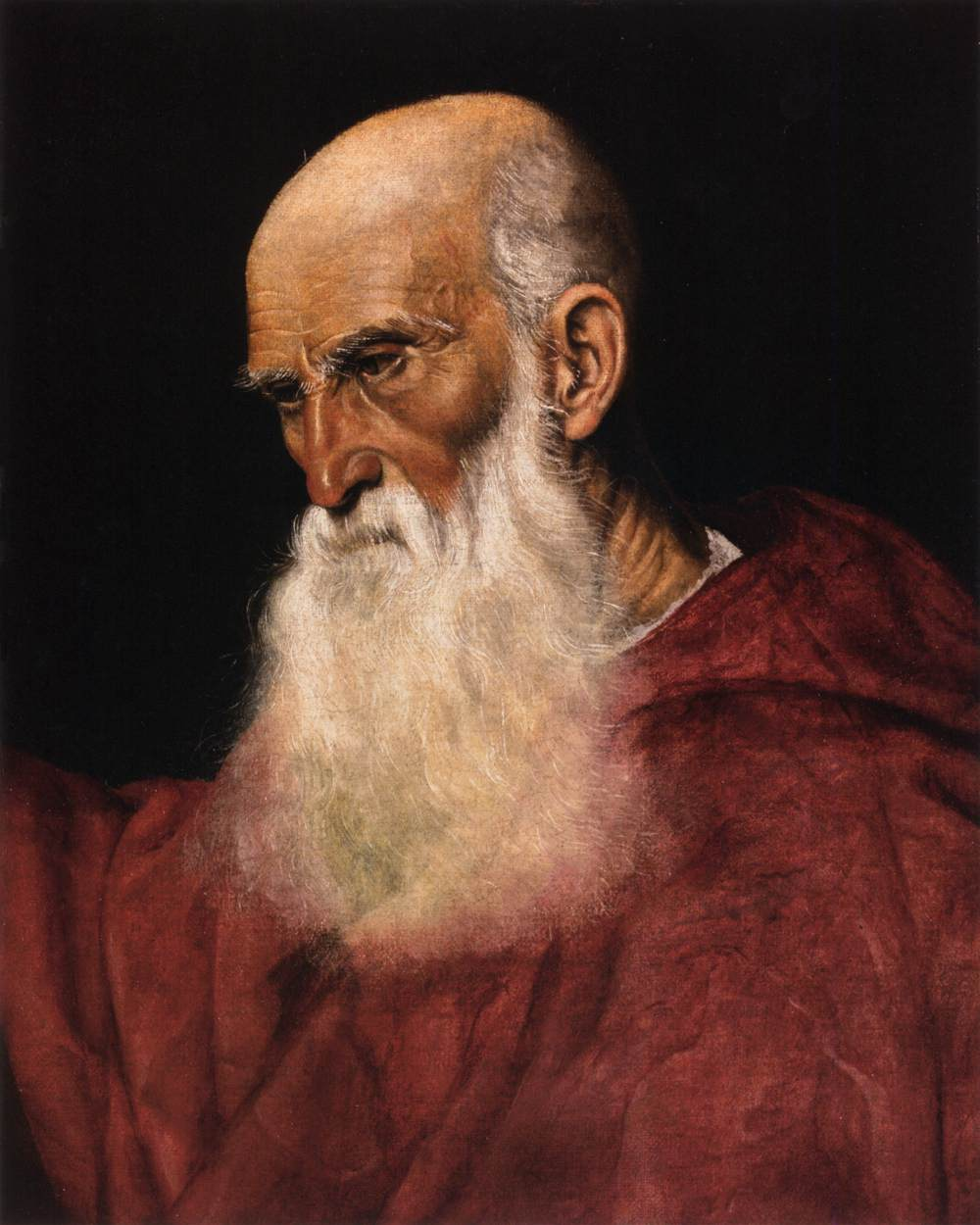
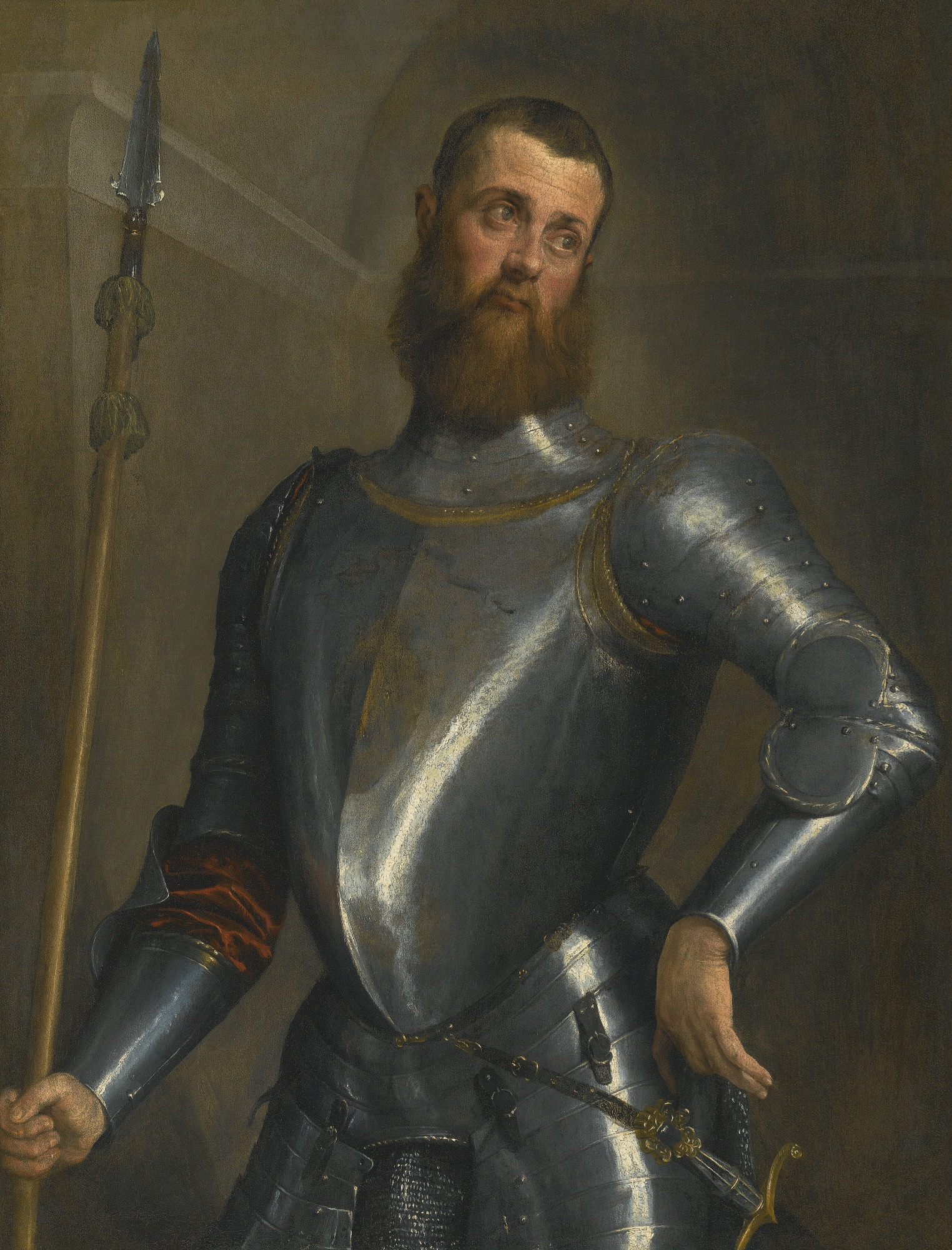
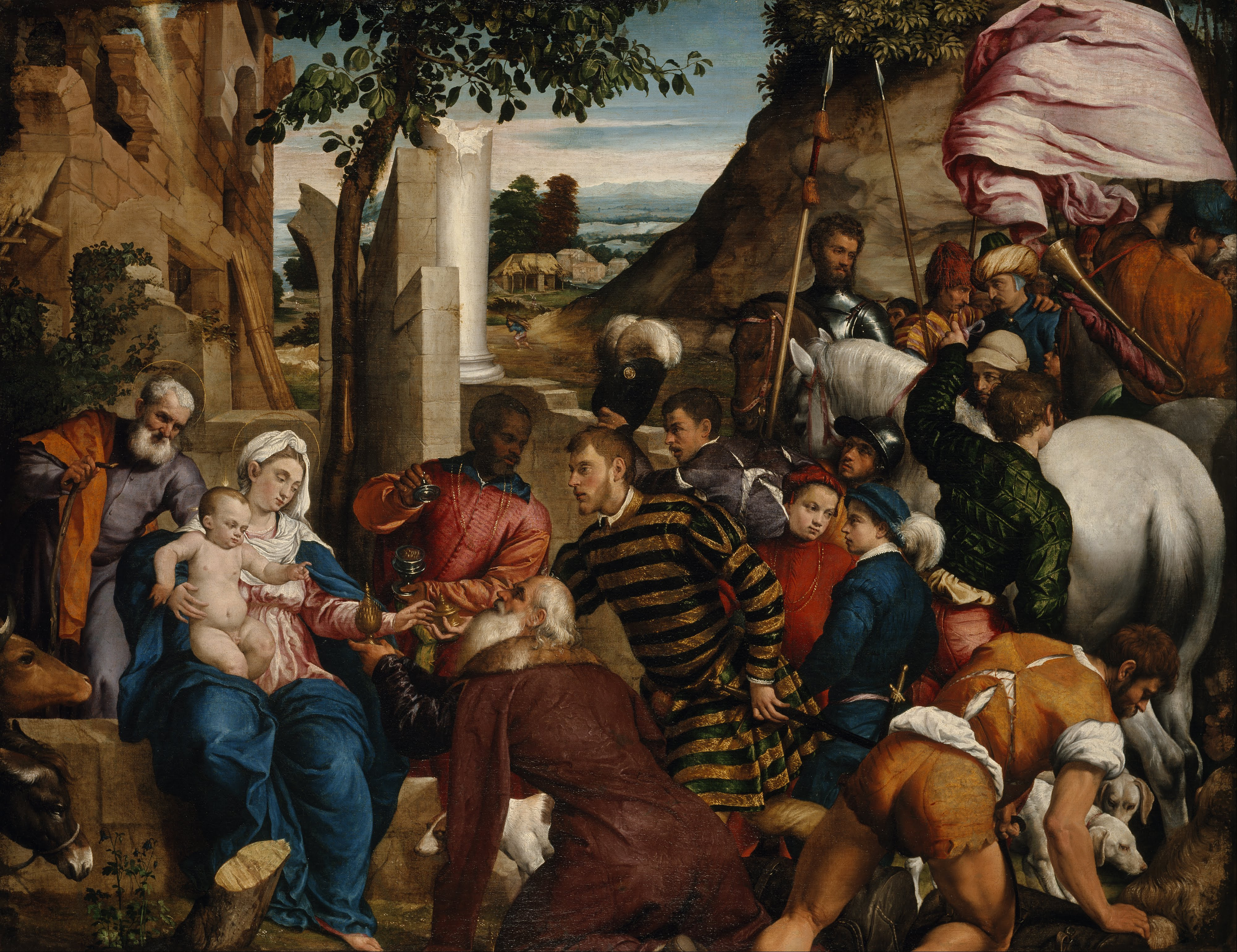
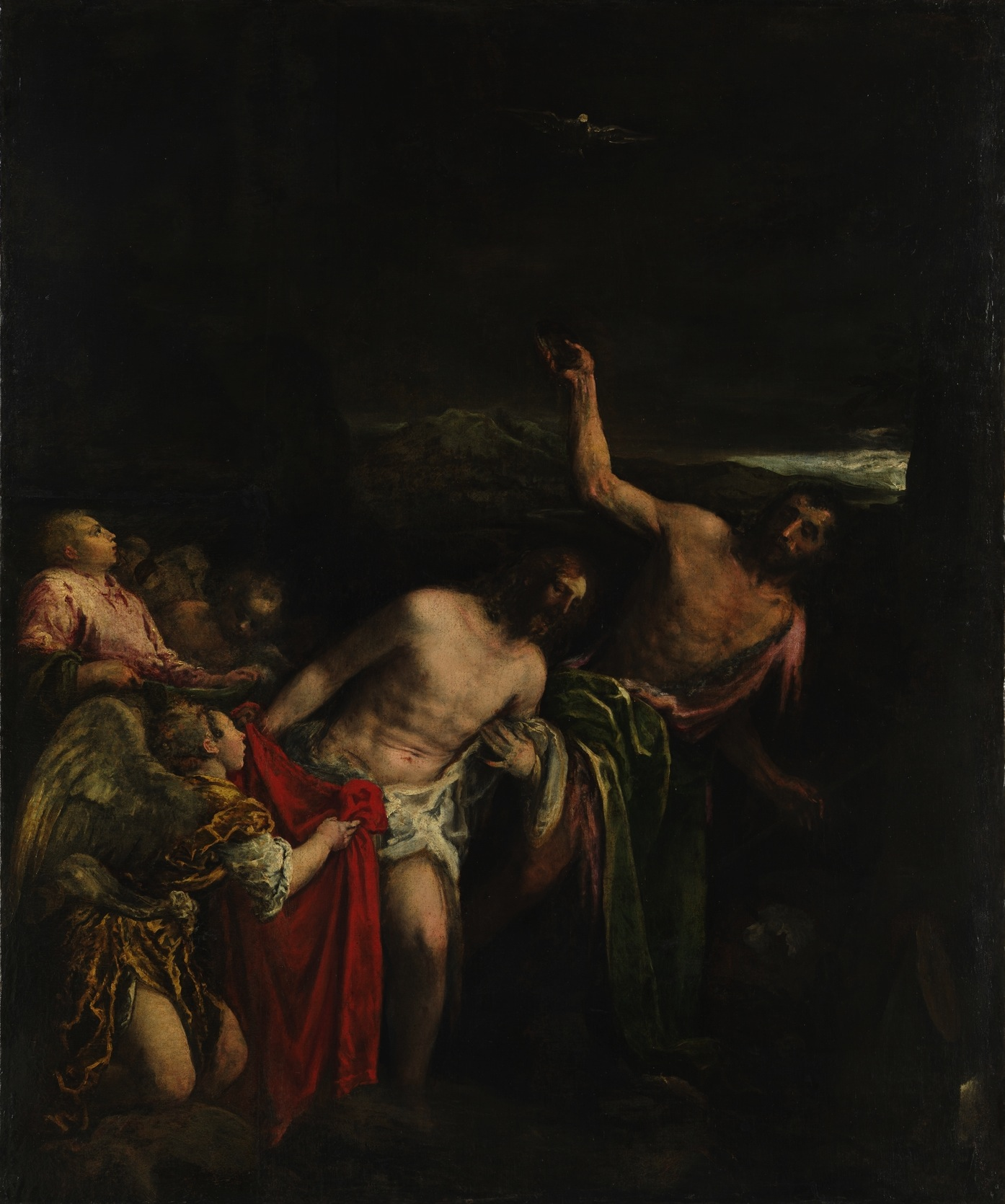
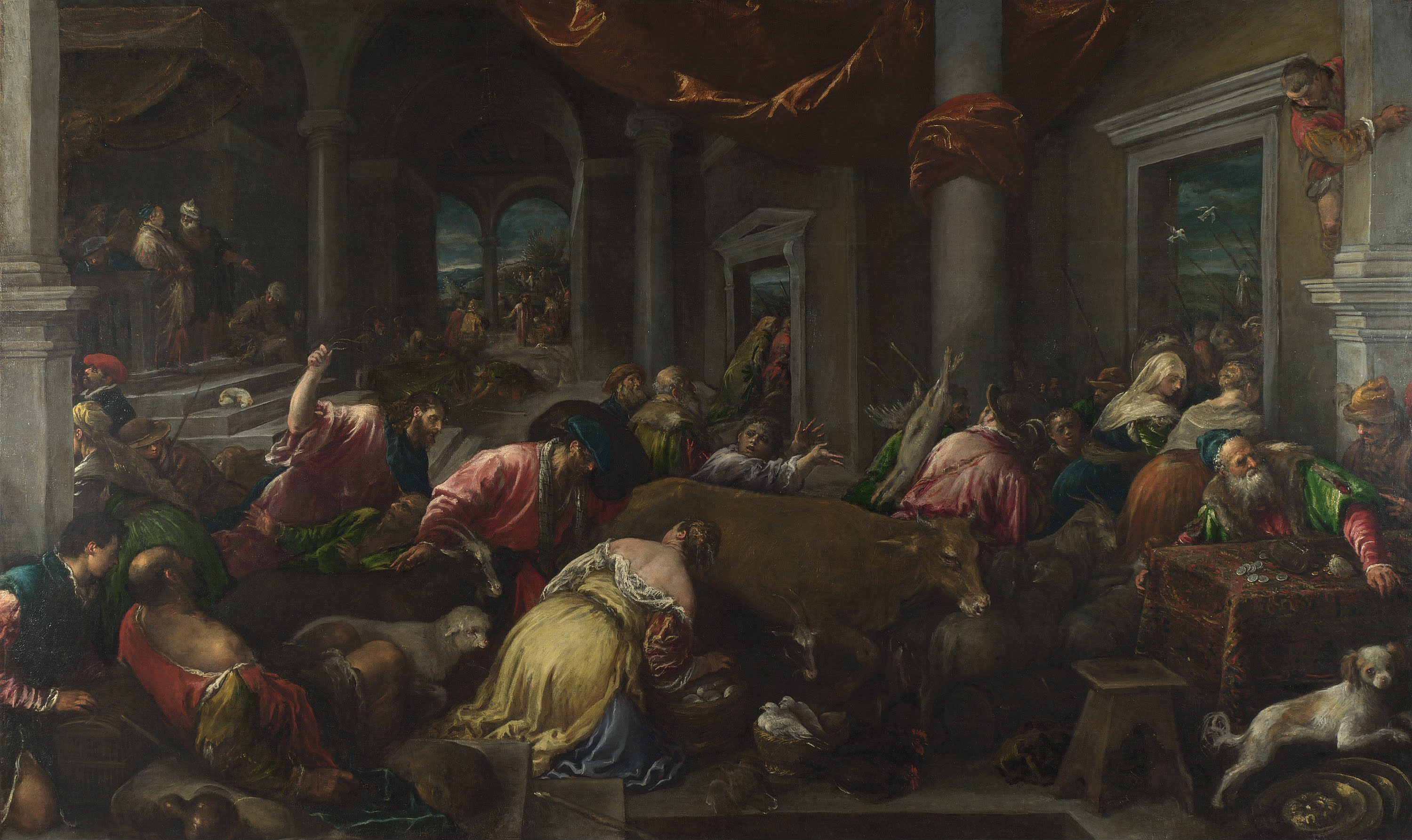
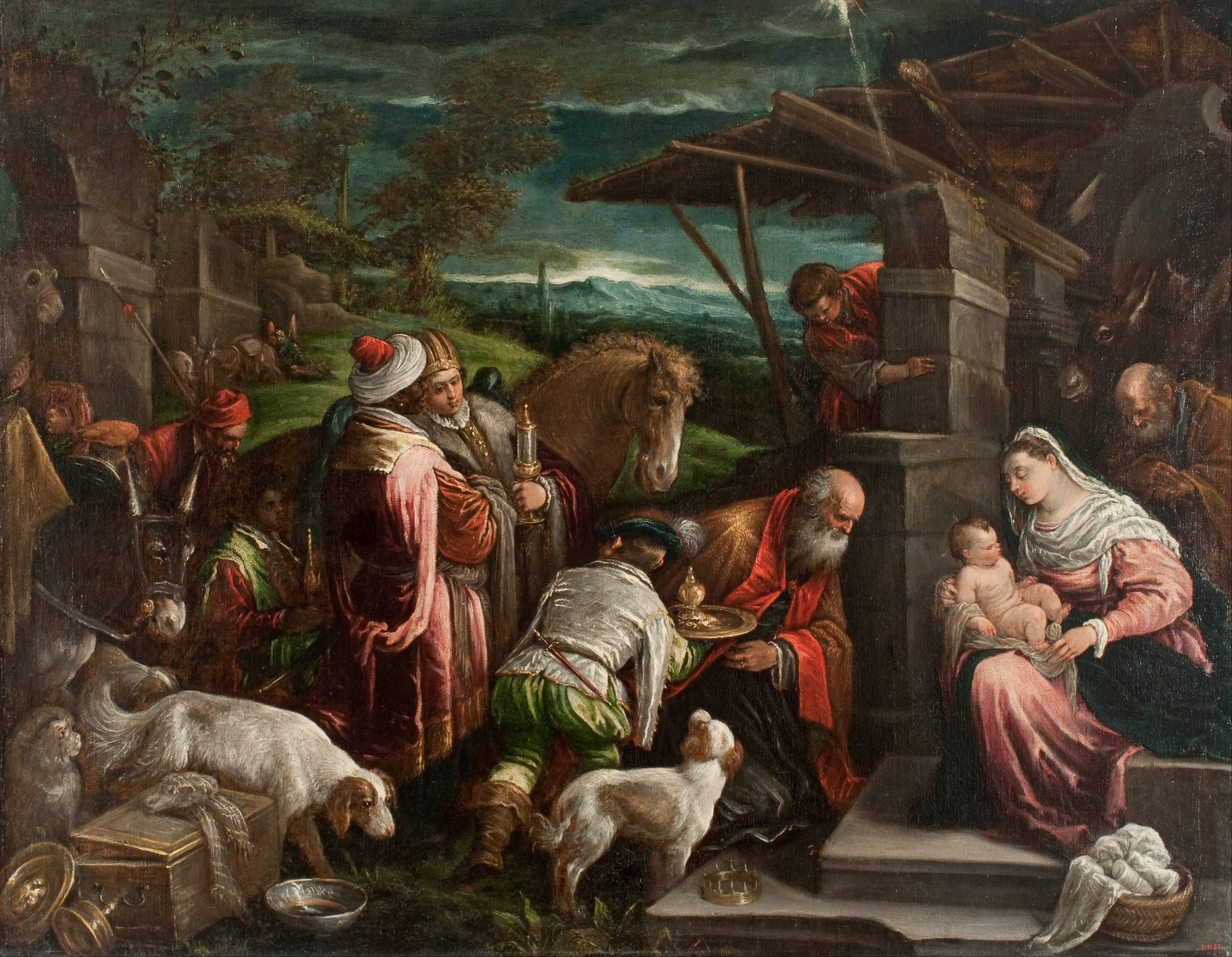
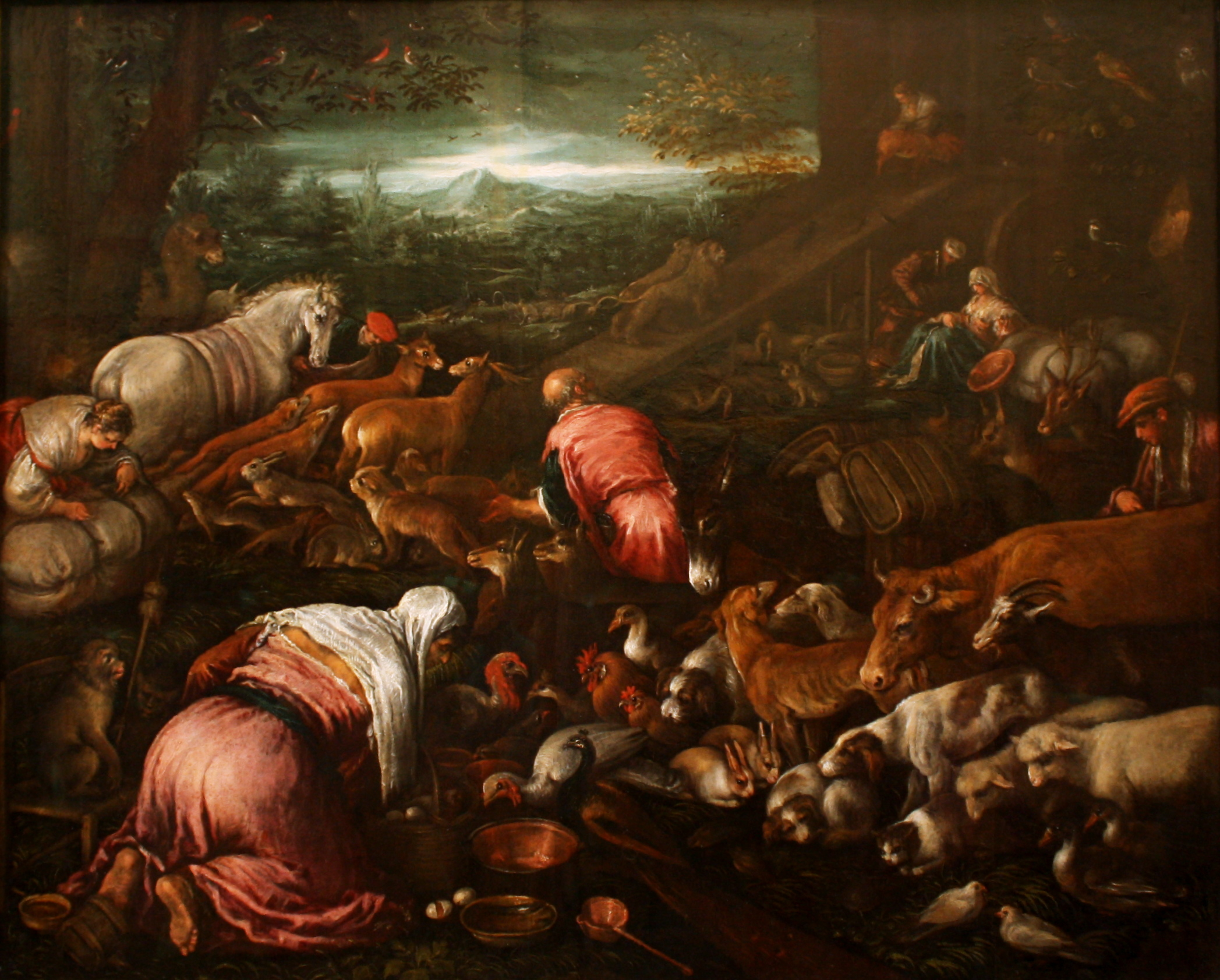
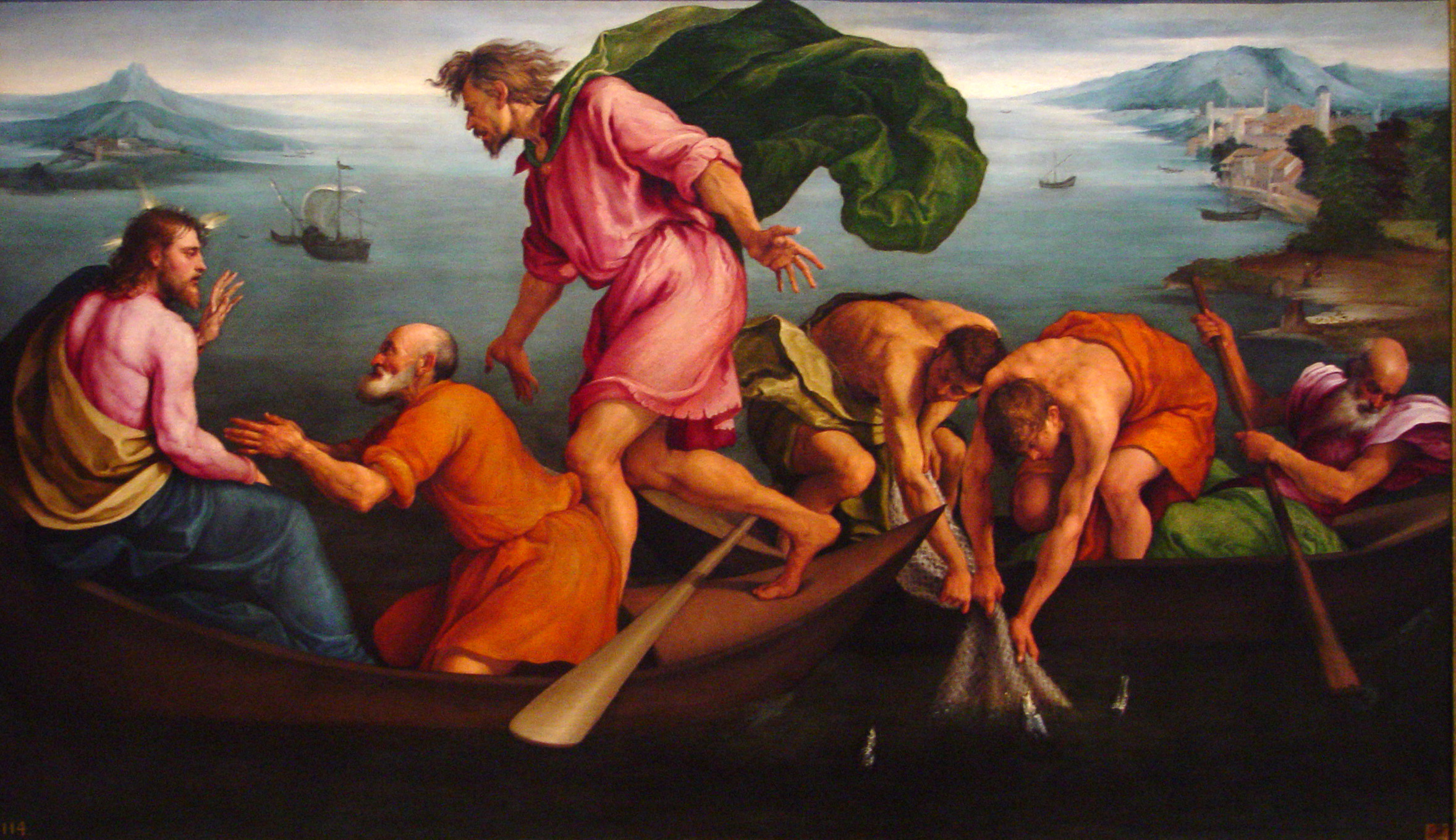
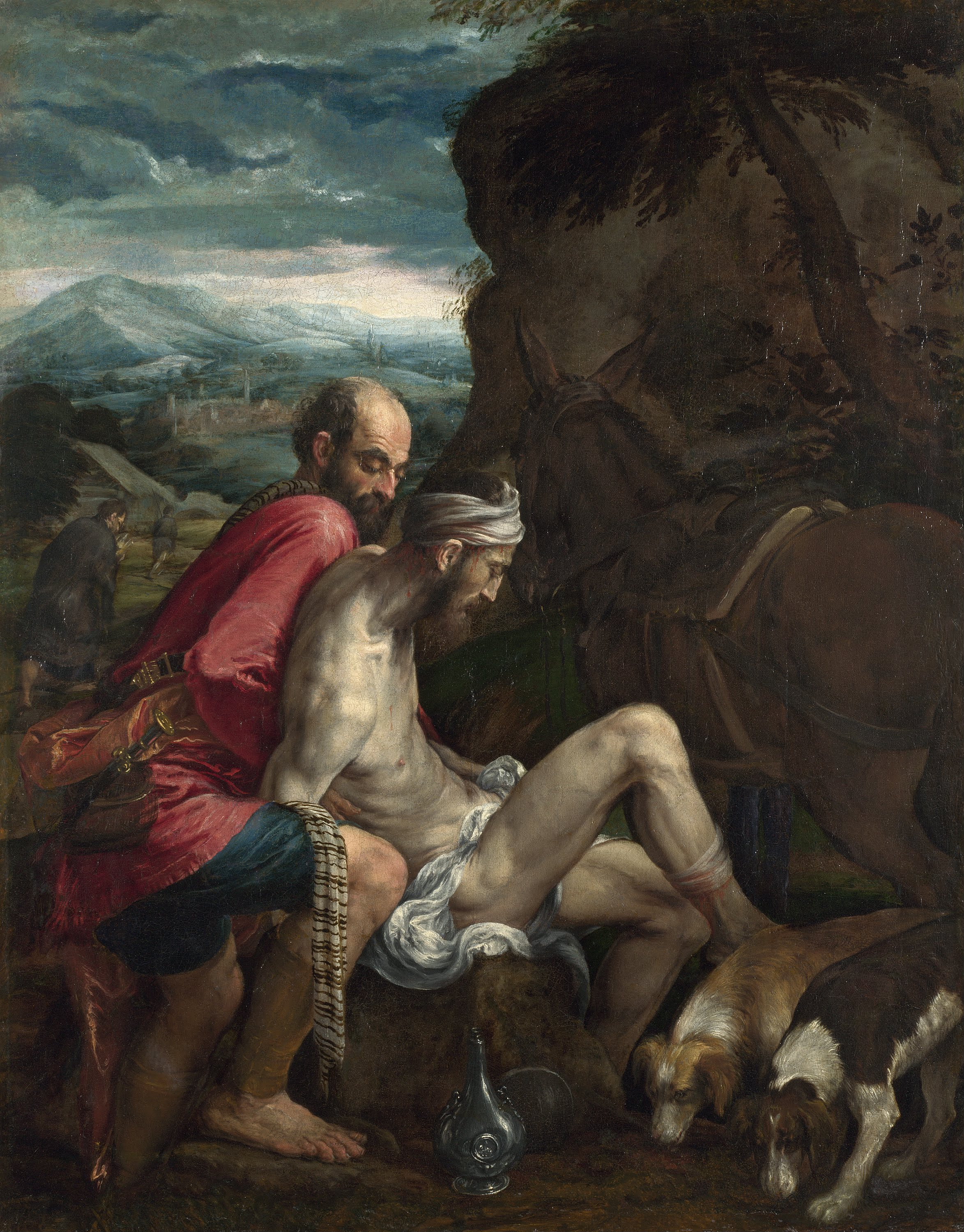